# Леонтьев, Сергей Фёдорович
Сергей Фёдорович Леонтьев (род. 9 февраля 1944, с. Левантовка, Красноокнянский район, Одесская область, Украинская ССР, СССР) — государственный и политический деятель Приднестровской Молдавской Республики. Вице-президент Приднестровской Молдавской Республики с 9 декабря 2001 по 13 декабря 2006.

## Биография
Родился 9 февраля 1944 в селе Левантовка Красноокнянского района Одесской области Украинской ССР (ныне село в составе Окнянской поселковой общины Подольского района Одесской области Украины), в крестьянской семье.

### Образование
После окончания Дубоссарской средней школы № 2 в 1961 году, поступил на физико-математический факультет Тираспольского педагогического института имени Т. Г. Шевченко.
В ноябре 1963 призван на срочную службу в ряды Советской армии. Военную службу проходил в Приволжском военном округе. По окончании военной службы, в 1966 продолжил учёбу в пединституте.
В 1987 окончил Высшую партийную школу при ЦК Компартии Украины.

### Трудовая деятельность
После завершения учёбы, с августа 1969 по апрель 1971 работал в средней школе посёлка Карманово Григориопольского района преподавателем математики и физики, а с апреля 1971 по июль 1977 — директором этой школы.
С июля 1977 по март 1990 — работал в партийных органах — секретарь парткома совхоза-техникума, третий и второй секретарь Григориопольского райкома КПСС. Одним из немногих партийных работников поддержавших создание государственности в Приднестровье.
В марте 1990 был избран заместителем Председателя Григориопольского районного Совета народных депутатов, затем прямыми выборами в ноябре 1990 — председателем районного Совета народных депутатов и его исполнительного комитета.
С 21 ноября 1994 по 2 апреля 1997 — глава государственной администрации Григориопольского района.
С 2 апреля 1997 по 23 августа 2000 — руководитель аппарата президента и правительства Приднестровской Молдавской Республики.
С 23 августа 2000 по 9 декабря 2001 — руководитель администрации президента Приднестровской Молдавской Республики.
9 декабря 2001 избирается вице-президентом Приднестровской Молдавской Республики (в паре с Игорем Смирновым, который был избран президентом). Оставался в должности до следующих выборов 10 декабря 2006.

### Политическая и иная деятельность
Леонтьев принимал активное участие в создании Приднестровской Молдавской Республики. Был делегатом II исторического съезда депутатов всех уровней, провозгласившего создание Приднестровской Молдавской Республики и вошёл в состав Временного Верховного совета. Являлся депутатом Верховного совета Приднестровской Молдавской Республики I и II созывов (1990—1995 и 1995—2000). Принимал активное участие в приднестровской войне.

## Награды
- Медаль «За трудовую доблесть» (8 февраля 1994) — за большой личный вклад в развитие Григориопольского района и активное участие в становлении Приднестровской Молдавской Республики[7]
- Орден Республики (30 августа 1995) — за большой личный вклад в создание, организацию и развитие Приднестровской Молдавской Республики и в связи с 5-й годовщиной её образования[8]
- Медаль «Защитнику Приднестровья» (27 августа 1996) — за активное участи по защите Приднестровской Молдавской Республики от агрессии Молдовы(27 августа 1996)[9]
- Грамота Президента Приднестровской Молдавской Республики (2 апреля 1997) — за большой вклад в развитие и умелое руководство Григориопольским районом[10]
- Грамота Президента Приднестровской Молдавской Республики (8 февраля 1999) — за большой вклад в становление и развитие Приднестровской Молдавской Республики, многолетний, добросовестный труд, высокие организаторские качества и в связи с 55-летием со дня рождения[11]
- Орден «За личное мужество» (3 августа 1999) — за большой личный вклад в создание, защиту и становление Приднестровской Молдавской Республики, активное участие в борьбе против национализма, за равноправие всех народов в бывшей Молдавской Советской Социалистической Республике и в связи с 10-летием со дня создания Объединённого Совета трудовых коллективов города Тирасполь[12]
- Медаль «10 лет Приднестровской Молдавской Республике» (17 августа 2000) — за активное участие в становлении, защите и строительстве Приднестровской Молдавской Республики и в связи с 10-й годовщиной со дня образования[13]
- Нагрудный знак «За оборону Приднестровья» (31 августа 2000) — за активное участие в защите свободы и независимости Приднестровья от агрессии Республики Молдова 1990—1992 гг.[14]
- Медаль «За безупречную службу» III степени (14 августа 2001) — за многолетний, добросовестный труд[15]
- Медаль «Участнику миротворческой операции в Приднестровье» (29 июля 2002) — за активную поддержку и оказание помощи Миротворческим силам в проведении мероприятий по установлению и поддержанию мира и в вязи с 10-летием со дня начала Миротворческой операции в Приднестровье[16]
- Орден Почёта (6 февраля 2004) — за личный вклад в становление и развитие Приднестровской Молдавской Республики, многолетнюю активную деятельность в исполнительных органах государственной власти, высокие организаторские и профессиональные способности и в связи с 60-летием со дня рождения[17]